# Breedrandzandbij
De breedrandzandbij (Andrena synadelpha) is een vliesvleugelig insect uit de familie Andrenidae. De wetenschappelijke naam van de soort is voor het eerst geldig gepubliceerd in 1914 door Perkins.